# Fröken Indien
Fröken Indien eller Femina Miss India är en skönhetstävling i Indien.